# Жота Сілва
Жуа́н Пе́дру Ферре́йра Сі́лва (порт. João Pedro Ferreira Silva), відомий просто як Жо́та (порт. Jota; нар. 1 серпня 1999, Гондомар) — португальський футболіст, вінгер англійського клубу «Ноттінгем Форест» і збірної Португалії.

## Клубна кар'єра

### Ранні роки
Почав займатися футболом в юнацькому клубі «Сусенсі», а 2017 року приєднався до академії «Пасуш-де-Феррейра». Того ж року дебютував за дубль команди, а потім повернувся в «Сусенсі». 2019 року перейшов в «Ешпінью» з Чемпіонату Португалії (3-ій дивізіон).
7 липня 2020 року підписав контракт з клубом Сегунди-ліги «Лейшойш». 13 вересня у матчі чемпіонату проти «Каза Піа» дебютував за клуб. 16 жовтня в поєдинку проти «Варзіна» вперше забив за «Лешойнш», відзначившись дублем.

### «Каза-Пія»
27 січня 2021 року приєднався до «Каза-Пія», а контракт розрахований до червня 2023 року. 31 січня в матчі проти «Лейнойнша» дебютував за новий клуб. 28 лютого в поєдинку проти «Ольяненсе» забив свій перший гол за «Каза Пія». У своєму другому сезоні за «Каза-Пія» забив 11 м'ячів у 33 матчах чемпіонату, допомігши команді здобути підвищення до Прімейра-ліги вперше за 83 роки, а також був включений до символічної команди сезону Другої ліги.

### «Віторія» (Гімарайнш)
1 липня 2022 року перейшов в клуб «Віторія» (Гімарайнш), уклавши трирічний контракт. 21 липня дебютував за «Віторію» у матчі другого кваліфікаційного раунду Ліги конференцій УЄФА проти клубу «Академія Пушкаша» і відзначився двома гольовими передачами. 7 серпня в поєдинку проти «Шавеша» дебютував у Прімейра-лізі. Свій перший гол в Прімейра-лізі забив 21 серпня в матчі проти «Портімоненсі».
27 липня 2023 року забив свій перший гол в єврокубках в матчі другого кваліфікаційного раунду Ліги конференцій проти «Целє». За підсумками жовтня та листопада 2023 року був визнаний гравцем місяця Прімейра-ліги за версією Спілки професіональних футболістів (SJPF), в яких забив 2 голи і віддав 3 результативні передачі. Був визнаний нападником і гравцем місяця Прімейра-ліги за підсумками березня 2024 року, в якому забив 4 голи і допоміг команді здобути 4 перемоги. Всього забив 11 голів в 33 матчах Прімейра-ліги і в підсумку включений до символічної «команди сезону» 2023–24.

### «Ноттінгем Форест»
1 серпня 2024 року перейшов в англійський клуб Прем'єр-ліги «Ноттінгем Форест», підписавши чотирирічний контракт. Сума трансферу становила 7 млн євро, однак може збільшитися до 12 млн євро. 28 серпня дебютував за «Ноттінгем Форест» у матчі Прем'єр-ліги проти «Саутгемптона», замінивши Моргана Гіббс-Вайта. 28 серпня в поєдинку Кубка ліги проти клубу «Ньюкасл Юнайтед» забив свій перший гол за «Ноттінгем Форест». 1 лютого 2025 року в поєдинку проти «Брайтона» вперше відзначився м'ячем у Прем'єр-лізі.

## Кар'єра в збірній
15 березня 2024 року вперше викликаний до збірної Португалії головним тренером Роберто Мартінесом для участі в товариських матчах проти збірних Швеції і Словенії. 21 березня дебютував за збірну Португалії в поєдинку зі Швецією, вийшовши на заміну Гонсалу Рамушу. Став 6-им гравцем збірної Португалії, що дебютував під керівництвом Мартінеса.

## Статистика виступів

### Клубна статистика
Станом на 17 серпня 2025 
| Клуб                | Сезон             | Чемпіонат            | Чемпіонат | Чемпіонат | Кубок | Кубок | Кубок ліги | Кубок ліги | Єврокубки | Єврокубки | Інші  | Інші | Всього | Всього |
| Клуб                | Сезон             | Дивізіон             | Матчі     | Голи      | Матчі | Голи  | Матчі      | Голи       | Матчі     | Голи      | Матчі | Голи | Матчі  | Голи   |
| ------------------- | ----------------- | -------------------- | --------- | --------- | ----- | ----- | ---------- | ---------- | --------- | --------- | ----- | ---- | ------ | ------ |
| Сусенсі             | 2016–17           | Чемпіонат Португалії | 1         | 0         | 0     | 0     | —          | —          | —         | —         | —     | —    | 1      | 0      |
| Ешпінью             | 2019–20           | Чемпіонат Португалії | 25        | 14        | 5     | 1     | —          | —          | —         | —         | —     | —    | 30     | 15     |
| Лейшойш             | 2020–21           | Сегунда-ліга         | 10        | 2         | 2     | 0     | —          | —          | —         | —         | —     | —    | 12     | 2      |
| Каза Піа            | 2020–21           | Сегунда-ліга         | 17        | 2         | 0     | 0     | —          | —          | —         | —         | —     | —    | 17     | 2      |
| Каза Піа            | 2021–22           | Сегунда-ліга         | 33        | 11        | 4     | 3     | 2          | 0          | —         | —         | —     | —    | 39     | 14     |
| Каза Піа            | Всього            | Всього               | 50        | 13        | 4     | 3     | 2          | 0          | 0         | 0         | 0     | 0    | 54     | 16     |
| Віторія (Гімарайнш) | 2022–23           | Прімейра-ліга        | 30        | 2         | 3     | 1     | 3          | 1          | 4         | 0         | —     | —    | 40     | 4      |
| Віторія (Гімарайнш) | 2023–24           | Прімейра-ліга        | 33        | 11        | 6     | 3     | 1          | 0          | 2         | 1         | —     | —    | 42     | 15     |
| Віторія (Гімарайнш) | 2024–25           | Прімейра-ліга        | 0         | 0         | 0     | 0     | 0          | 0          | 1         | 1         | —     | —    | 1      | 1      |
| Віторія (Гімарайнш) | Всього            | Всього               | 63        | 13        | 9     | 4     | 4          | 1          | 7         | 2         | 0     | 0    | 83     | 20     |
| Ноттінгем Форест    | 2024–25           | Прем'єр-ліга         | 31        | 3         | 5     | 0     | 1          | 1          | —         | —         | 0     | 0    | 36     | 4      |
| Ноттінгем Форест    | 2025–26           | Прем'єр-ліга         | 1         | 0         | 0     | 0     | 0          | 0          | —         | —         | 0     | 0    | 1      | 0      |
| Ноттінгем Форест    | Всього            | Всього               | 32        | 3         | 5     | 0     | 1          | 1          | 0         | 0         | 0     | 0    | 37     | 4      |
| Всього за кар'єру   | Всього за кар'єру | Всього за кар'єру    | 179       | 45        | 25    | 8     | 7          | 2          | 7         | 2         | 0     | 0    | 218    | 57     |

1. 1 2 3  Матчі в Кубку португальської ліги
2. 1 2 3  Матчі в Лізі конференцій УЄФА

### Міжнародна статистика
Станом на 26 березня 2024 
| Збірна            | Сезон             | Товариські | Товариські | Офіційні | Офіційні | Всього | Всього |
| Збірна            | Сезон             | Матчі      | Голи       | Матчі    | Голи     | Матчі  | Голи   |
| ----------------- | ----------------- | ---------- | ---------- | -------- | -------- | ------ | ------ |
| Португалія        |                   |            |            |          |          |        |        |
| 2024              | 2                 | 0          | 0          | 0        | 2        | 0      |        |
| Всього за кар'єру | Всього за кар'єру | 2          | 0          | 0        | 0        | 2      | 0      |

### Матчі за збірну
Станом на 26 березня 2024 
| Матчі Жоти Сілви за збірну Португалії | Матчі Жоти Сілви за збірну Португалії | Матчі Жоти Сілви за збірну Португалії | Матчі Жоти Сілви за збірну Португалії | Матчі Жоти Сілви за збірну Португалії | Матчі Жоти Сілви за збірну Португалії | Матчі Жоти Сілви за збірну Португалії | Матчі Жоти Сілви за збірну Португалії |
| №                                     | Дата                                  | Суперник                              | Рахунок                               | Голи                                  | Картки                                | Хвилини                               | Змагання                              |
| ------------------------------------- | ------------------------------------- | ------------------------------------- | ------------------------------------- | ------------------------------------- | ------------------------------------- | ------------------------------------- | ------------------------------------- |
| 1                                     | 21 березня 2024                       | Швеція                                | 5–2                                   |                                       |                                       | 27'                                   | Товариський матч                      |
| 2                                     | 26 березня 2024                       | Словенія                              | 0–2                                   |                                       |                                       | 1'                                    | Товариський матч                      |

Всього: 2 матчі / 0 голів; 1 перемога, 0 нічиїх, 1 поразка.

## Досягнення
Особисті досягнення
- Команда сезону Сегунда-ліги: 2021–22
- Гравець місяця Сегунда-ліги: жовтень/листопад 2021[36]
- Нападник місяця Сегунда-ліги: жовтень/листопад 2021[36]
- Гравець місяця Прімейра-ліги: березень 2024[37]
- Нападник місяця Прімейра-ліги: березень 2024[38]
- «Одинадцятка року» Прімейра-ліги: 2023–24[39]